# Förste styrman

Förste styrman, förste konstapel och förste maskinist var 2009-2012 specialistofficersgrader i den svenska marinen. Samtliga hade tjänsteställningsnivå OR6 och motsvaras av graden förste sergeant i armén, amfibiekåren och flygvapnet.
År 2012 infördes graden förste sergeant även i Flottan, som ersättning för dessa grader.
Fram till befälsreformen 1972 användes titeln styrman i svenska flottan för nautisk underofficer av 2:a graden (motsvarande sergeant i svenska armén) medan en flaggunderofficer i flottan (motsvarande fanjunkare i armén) kallades flaggstyrman. Den 1 januari 2009 infördes graden 1:e styrman som en specialistofficersgrad i svenska flottan.